# Kľačany
Kľačany (Hongaars: Décskelecsény) is een Slowaakse gemeente in de regio Trnava, en maakt deel uit van het district Hlohovec.
Kľačany telt 974 inwoners.